# Everybody's Free (To Feel Good)
Singles de Rozalla
Born to Luv Ya
(1990) Faith (In the Power of Love)
(1991)
Pistes de Everybody's Free
Faith (In The Power Of Love)
(2)
Everybody's Free (To Feel Good) est une chanson de la chanteuse Rozalla de musique dance sortie en septembre 1991 sous le label Epic Records. Single extrait de l'album du même nom Everybody's Free, la chanson a été écrite par Nigel Swanston, Tim Cox et produite par Band of Gypsies. Le single a rencontré un grand succès commercial et dans les clubs en Europe, se classant dans le top 10 des hit-parades en France, en Allemagne, en Irlande, aux Pays-Bas, en Suède, en Suisse, au Royaume-Uni. Dans les clubs, la chanson a rencontré également un grand succès et a été reprise par de nombreux DJs tels que Richard, Aquagen et plus récemment Global Deejays en 2009.

## Formats et liste des pistes
| Version originale CD single 1. "Everybody's Free (to Feel Good)" (original mix) — 3:25 2. "Everybody's Free (to Feel Good)" (free bemba edit) — 3:58 CD maxi – Australie 1. "Everybody's Free (to Feel Good)" (original mix - edit) — 3:37 2. "Everybody's Free (to Feel Good)" (original mix) — 6:21 3. "Everybody's Free (to Feel Good)" (free bemba mix) — 6:10 CD maxi – France, Belgique 1. "Everybody's Free (to Feel Good)" — 6:21 2. "Everybody's Free (to Feel Good)" (free bemba mix) — 6:05 3. "Everybody's Free (to Feel Good)" (a cappella-Italia mix) — 6:06 4. "Everybody's Free (to Feel Good)" (africana mix) — 7:17 CD maxi – Allemagne 1. "Everybody's Free (to Feel Good)" (club mix) — 6:20 2. "Everybody's Free (to Feel Good)" (free bemba mix) — 5:57 3. "Everybody's Free (to Feel Good)" (free radio mix) — 3:33 CD maxi – UK 1. "Everybody's Free (to Feel Good)" (original mix) — 6:28 2. "Everybody's Free (to Feel Good)" (free bemba mix) — 6:06 3. "Faith (In the Power of Love)" (voola vibes) — 7:23 7" single 1. "Everybody's Free (to Feel Good)" (free radio mix) — 3:35 2. "Everybody's Free (to Feel Good)" (free bemba mix) — 4:00 | 12" maxi 1. "Everybody's Free (to Feel Good)" (original mix) — 6:35 2. "Everybody's Free (to Feel Good)" (free bemba mix) — 6:05 12" maxi – Italie 1. "Everybody's Free (to Feel Good)" (original mix) — 6:22 2. "Everybody's Free (to Feel Good)" (7" edit) — 3:30 3. "Everybody's Free (to Feel Good)" (free bemba mix) — 6:00 Cassette 1. "Everybody's Free (to Feel Good)" (original mix) 2. "Everybody's Free (to Feel Good)" (free bemba) Aquagen featuring Rozalla version CD maxi 1. "Everybody's Free" (radio edit) — 3:34 2. "Everybody's Free" (original album version) — 3:40 3. "Everybody's Free" (extended mix) — 8:47 4. "Everybody's Free" (club mix) — 6:10 5. "Everybody's Free" (dance nation remix) — 7:23 6. "Everybody's Free" (green court remix) — 8:44 7. "Everybody's Free" (kosmonova remix) — 5:35 Global Deejays featuring Rozalla version CD maxi 1. "Everybody's Free" (general electric version) — 7:00 2. "Everybody's Free" (2elements mix) — 6:37 3. "Everybody's Free" (klaas remix) — 6:38 4. "Everybody's Free" (markito's sunlight remix) — 6:07 |

## Classement et certifications

### Classement par pays
| Classement (1991–1992)                    | Meilleure position |
| ----------------------------------------- | ------------------ |
| Australie (ARIA)                          | 11                 |
| Autriche (Ö3 Austria Top 40)              | 18                 |
| Canada Dance (RPM)                        | 2                  |
| France (SNEP)                             | 8                  |
| Allemagne (Media Control AG)              | 6                  |
| Irlande (IRMA)                            | 8                  |
| Pays-Bas (Nederlandse Top 40)             | 2                  |
| Nouvelle-Zélande (RMNZ)                   | 14                 |
| Suède (Sverigetopplistan)                 | 6                  |
| Suisse (Schweizer Hitparade)              | 3                  |
| Royaume-Uni (The Official Charts Company) | 6                  |
| États-Unis Billboard Hot 100              | 37                 |
| États-Unis Billboard Hot Dance/Club Play  | 1                  |
| Classement (1996)                         | Meilleure position |
| États-Unis Billboard Hot Dance Club Play  | 14                 |

| Classement (2000)1                       | Meilleure position |
| ---------------------------------------- | ------------------ |
| États-Unis Billboard Hot Dance Club Play | 18                 |
| Classement (2002)2                       | Meilleure position |
| Autriche (Ö3 Austria Top 75)             | 17                 |
| Allemagne (Media Control Charts)         | 22                 |
| Pays-Bas (Mega Top 100)                  | 61                 |
| Suisse (Schweizer Hitparade)             | 75                 |
| Classement (2007)3                       | Meilleure position |
| Pays-Bas (Mega Top 100)                  | 70                 |
| Classement (2009)3                       | Meilleure position |
| Australie (ARIA)                         | 7                  |
| Autriche (Ö3 Austria Top 75)             | 57                 |

### Classement annuel
| Classement de fin d'année (1992) | Position |
| -------------------------------- | -------- |
| Pays-Bas (Dutch Top 40)          | 19       |
| Suisse (Schweizer Hitparade)     | 29       |